# Pinakothek der Moderne

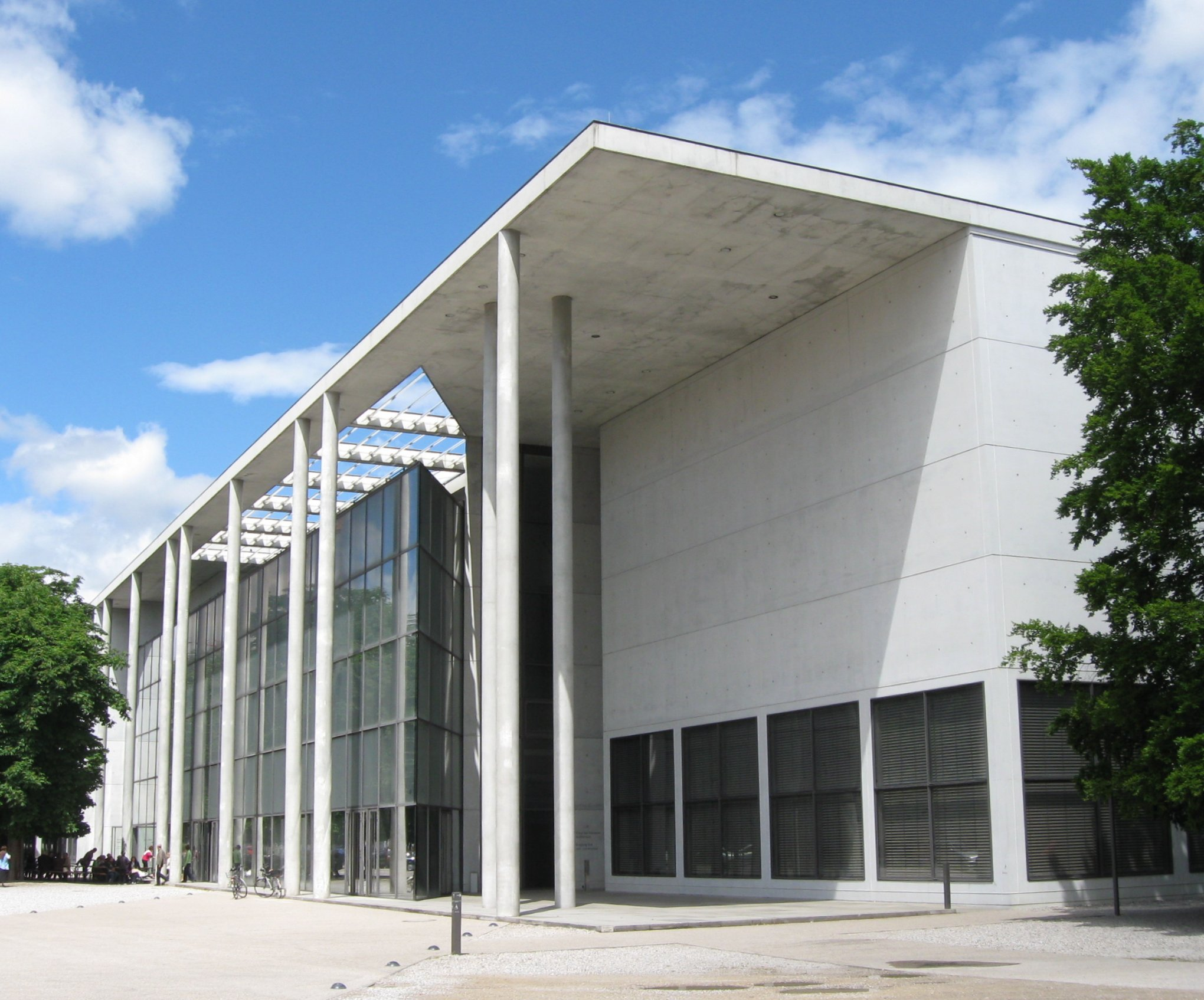
Pinakothek der Moderne.

Pinakothek der Moderne är ett konstmuseum i München, invigt 2002. Museet hyser verk av bland andra Pablo Picasso, Henri Matisse, Salvador Dali, Rene Magritte, Joan Miró, Franz Marc, Max Beckmann, Vasilij Kandinskij och Andy Warhol.
I Münchens konstområde ingår också konstmuseerna Alte Pinakothek och Neue Pinakothek.